# Andrí Xepkin
Andrí Xepkin (en ucraïnès: Андрій Щепкін) (Nova Kajovka, República Socialista Soviètica d'Ucraïna 1965) és un jugador d'handbol ucraïnès ja retirat.
Després de la Dissolució de la Unió Soviètica el 1991 es va traslladar a Espanya per fitxar amb el Maristas Málaga. Nacionalitzat espanyol el 20 de setembre de 1997, ha estat guanyador d'una medalla olímpica i l'únic jugador europeu que ha guanyat set vegades la Lliga de Campions (6 amb el FC Barcelona i 1 amb el THW Kiel). L'any 2010 es va inaugurar a Sant Feliu de Llobregat el Pavelló Andrei Xepkin.

## Carrera esportiva

### Palmarès
- 6 Lligues ASOBAL: 1995/1996, 1996/1997, 1997/1998, 1998/1999,1999/2000 i 2004/2005
- 5 Copes del Rei: 1993/1994, 1996/1997, 1997/1998, 1999/1900 i 2002/2003
- 5 Copes ASOBAL: 1994/1995, 1995/1996, 1999/2000, 2000/2001 i 2001/2002
- 4 Supercopes d'Espanya: 1993/1994, 1996/1997, 1997/1998 i 1998/1999
- 7 Copes d'Europa: 1995/1996, 1996/1997, 1997/1998, 1998/1999, 1999-2000, 2004-2005 (FC Barcelona) i 2006/2007 (Kiel)
- 2 Recopes d'Europa: 1993/1994 i 1994/1995 (FC Barcelona)
- 5 Supercopes d'Europa: 1996/1997, 1997/1998, 1998/1999, 1999/2000 (FC Barcelona), 2003/2004 (Kiel)
- 1 Copa EHF: 2002/2003 (FC Barcelona)
- 1 Bundesliga: 2006/2007

### Trajectòria amb la selecció
Amb la selecció de la Unió Soviètica aconseguí guanyar la medalla de plata en Campionat Mundial d'Handbol l'any 1990 i amb la selecció espanyola d'handbol va participar en els Jocs Olímpics d'Estiu de 2000 realitzats a Sydney (Austràlia), on va aconseguir guanyar la medalla de bronze en derrotar la selecció de Sèrbia i Montenegro en el partit pel tercer lloc. Amb la selecció espanyola a més ha guanyat dues medalles en el Campionat d'Europa.